# Consolidated PBY Catalina
Consolidated PBY Catalina, i Canadisk tjeneste kendt som Canso, er et amerikansk søfly især beregnet til patrulje, overvågning og søredning.
Den første prototype fløj 28. marts 1935 og var da en ren flyvebåd. Senere produktionstyper blev bygget som amfibiefly. PB står for Patrol Bomber, og Y for Consolidated Aircraft, fabrikantens identifikations-bogstav.
Adskillige typer søfly var i tjeneste hos flåden, men PBY blev det mest benyttede og mest producerede søfly under 2. verdenskrig, og blev brugt af et stort antal flåder og luftvåben verden over. PBY blev benyttet til antiubådskrigsførelse, som patruljebomber, til søredning, som fragtfly og som bush fly. De sidste aktive militære PBY udtrådte først af tjeneste omkring 1980. Og i 2014, næsten 80 år efter den første gik på vingerne, blev den benyttet som "Vandbomber" til luftbrandslukning over det meste af verden.

## Design og udvikling

### Baggrund
Catalina'en blev designet som maritimt patruljefly: et fly med stor rækkevidde, beregnet til at opspore og angribe fjendtlige transportfartøjer i rum sø, med henblik på at forstyrre eller afbryde fjendens forsyningslinier.
Efterhånden som USA's dominans i Stillhavsområdet begyndte at blive udsat for konkurrence fra Japan i 1930'erne, og med muligheden for en væbnet konflikt i Stillehavet for øje, investerede U.S. Navy i 1930'erne milloner af dollars i at få udviklet langdistance søfly, som ville kunne forsyne tropperne over store afstande. Søfly har den fordel at de kan undvære forberedte flyvepladser, teoretisk kan de benytte hele oceanet.
Omkring 1930 - 1940 benyttede Flåden søfly til en bred vifte af opgaver, som nu om dage bliver løst af adskillige specialbyggede flytyper. U.S. Navy havde taget Consolidated P2Y og Martin P3M i tjeneste i 1931, men begge typer var plaget af for ringe motorkraft, utilstrækkelig rækkevidde og begrænset lasteevne.

### Udvikling
U.S. Navy gav i Oktober 1933 Consolidated, Martin og Douglas en kontrakt på at bygge konkurrerende prototyper for et patruljefly.
Consolidated og Douglas leverede begge en enkelt prototype af deres designs, henholdsvis XP3Y-1 og XP3D-1. Consolidated's XP3Y-1 var en videreudvikling af XPY-1 designet, der allerede uden succes havde budt ind på P3M-kontrakten to år tidligere, og af XP2Y som Flåden allerede havde godkendt til begrænset produktion. Selv om Douglas' fly var et godt design, valgte Flåden Consolidated: udgiften var projekteret til kun US$90,000 pr. fly.
Consolidated's XP3Y-1 design (firmaets Model 28) havde et flystel med parasolvinge og eksterne stivere, monteret på en pylon over kroppen. De små stabilliserende pontoner nær vingetipperne kunne trækkes op under flyvning, og blev dermed til strømliniede vingetipper. Designet af disse var licenseret fra Saunders-Roe. Den to-trins "våde" bund af kroppen var næsten magen til den på P2Y, men Model 28 havde en cantilever korsformet hale i stedet for en afstivet dobbelthale. En forbedret aerodynamik gav Model 28 en bedre ydelse end tidligere designs.
Prototypen var forsynet med to 825 hp (615 kW) Pratt & Whitney R-1830-54 Twin Wasp stjernemotorer monteret på vingens forkant. Bevæbningen bestod af fire 0.30 in. (7,60 mm) Browning AN/M2 maskingeværer og op til 2.000 lb (910 kg) bomber.
XP3Y-1 fløj første gang den 28. Marts 1935, hvorefter den blev udleveret til U.S. Navy for afprøvning og vurdering. XP3Y-1 var en betydelig forbedring i forhold til tidligere patruljesøfly. Flåden forlangte yderligere udvikling for at få flyet ind i kategorien patrulje bomber, og i Oktober 1935 fik Consolidated prototypen retur for at udføre ændringer, blandt andet installation af 900 hp (670 kW) R-1830-64 motorer. Flyet, nu kaldt XPBY-1, fik en anden type hale, der løste et problem: under visse omstændigheder kunne den gamle hale dykke ned i vandet under start, og dermed forhindre starten. XPBY-1 fløj første gang 19. Maj 1936, og satte samtidigt rekord for en non-stop distance flyvning på 3.443 mi (2.992 nmi; 5.541 km).
De første XPBY-1 blev leveret i Oktober 1936. Den anden produktionsordre kom 25. Juli 1936. I løbet af de næste tre år blev flyet videreudviklet, og der kom nye typer til. I 1940 kom amfibie-udgaven, det vil sige en udgave med hjulunderstel, så den både kunne operere fra vand og land.

### Navngivning
Designationen "PBY" blev til i overensstemmelse med "Flådens designationssystem af 1922"; PB betyder "Patrol Bomber" (på dansk "Patruljefly" eller "Patruljebomber") og Y var fabrikskoden for producenten, Consolidated Aircraft. Catalinaer bygget af andre leverandører fik tilsvarende koder: Canadian Vickers-byggede eksemplarer blev kaldt PBV, Boeing Canada fly PB2B (der eksisterede allerede en "PBB": Boeing XPBB Sea Ranger) og Naval Aircraft Factory fly blev designeret PBN.
I overensstemmelse med Britisk tradition, hvor søfly blev opkaldt efter havnebyer, blev Royal Canadian Air Force eksemplarer kaldet Canso, efter Canso, Nova Scotia. Derimod brød Briterne selv med traditionen: da de første 30 fly blev bestilt i November 1941, blev flyet døbt Catalina efter Santa Catalina Island, Californien. og US Navy adopterede dette navn i 1942. United States Army Air Forces og det senere United States Air Force brugte navnet OA-10.
Dertil kom der nogle, for Flåden ualmindeligt positive slangnavne: US Navy Catalinaer der blev anvendt til natangreb mod Japanerne i Stillehavet var som regel malet matsorte, og blev kendt som "Black Cats" ("Sorte katte"). Som oftest kaldte Catalina-besætninger deres fly for "Cat" når de skulle på kampmission, og "Dumbo" når de fløj for søredningstjenesten.

### PBN Nomad
Naval Aircraft Factory lavede betydelige modifikationer på 156 PBY. Mange af ændringene ville have forsinket leverancerne, hvis de var blevet indført på Consolidated's produktionslinie.
Flyet blev så kraftigt modificeret at det fik et helt nyt navn: PBN-1 Nomad. Næsen blev skarpere og to fod længere, halen blev større og fik en ny form. Den nye hale fandt tilbage til PBY fra og med model PBY-6A. Der blev indført større brændstoftanke som gav 50% større rækkevidde, og forstærkede vinger der tillod en forøgelse af max. vægt med 2,000 lb (908 kg). En APU blev installeret sammen med et forbedret elektrisk system, og våbnene blev bæltefødet i stedet for magasinfødet.
138 tjente ved Sovjetunionens Flåde, de sidste 18 blev benyttet til træning ved NAS Whidbey Island og Naval Air Facility i Newport, Rhode Island.

## Operationel historie

### Militær anvendelse, 2.Verdenskrig
På trods af at de var langsomme og ikke helt nemme at flyve, udmærkede Catalinaerne sig i 2.Verdenskrig. Ca. 3300 fly blev bygget i Canada og USA, og disse fly blev benyttet på næsten alle krigsskuepladser. Derudover blev et ukendt antal fly licensbygget i USSR (tal fra 24 til 1500 er nævnt), så det samlede styktal kan ligge op til 4800 stk.
Allierede styrker benyttede PBY i en lang række roller, herunder nogen som flyet aldrig havde været beregnet til. Nogle af opgaverne var ubådsjagt, patruljering og landsætning af hemmelige agenter på fjendtlig kyst. Catalinaerne udmærkede sig i rollen som søredningsfly, hvor de reddede livet for tusinder af skibs- og flybesætninger. I det første år af Stillehavskrigen havde Catalinaen en prominent og uvurderlig rolle mod Japanerne, fordi kun PBY og Boeing B-17 Flying Fortress havde rækkevidden til at være effektive.
Alle disse opgaver forudsatte at flyet kunne holde sig i luften i mange timer, hvilket var en af Catalinaens kernekompetencer. Missioner af op til 17 timers varighed kunne forekomme, særligt i forbindelse med anti-ubådstogter.

#### Anti-ubåds krigsførelse
Catalina var det mest udbredte ASW-fly (ubådsjagt, efter Engelsk: Anti-Submarine Warfare), både i Atlanten og i Stillehavet, og baseret på Seychellerne og Ceylon var de også aktive i det Indiske Ocean. Deres pligter omfattede også eskortetjeneste for konvojerne til Murmansk.
I 1943 var ubådene blevet udstyret med effektivt antiluftskyts, og to Victoria kors blev tjent af Catalina-piloter der gennemførte deres angreb på ubåde på trods af kraftig fjendtlig ild: Flying Officer John Cruickshank (RAF) i 1944, for at sænke den tyske U-347 (ubåden var sandsynligvis U-361, men det fandt man først ud af efter krigen) og samme år fik David Hornell (RCAF) ordenen tildelt posthumt efter angreb mod U-1225. Catalinaer ødelagde 40 U-både, men ikke uden selv at lide tab.
En brasiliansk Catalina angreb og sænkede U-199 i brasiliansk farvand den 31. Juli 1943. Efter denne episode blev flyet døbt “Arará”, navnet på et handelsskib der var blevet sænket af en anden U-båd.
PBY foretog også den sidste sænkning af en tysk ubåd lige før krigens afslutning, for øvrigt nummer 196 for RAF's vedkommende.

#### Maritim patruljering
I rollen som patruljefly kom Catalinaerne til at deltage i nogle af krigens mest bemærkelsesværdige søslag. Flyets udholdenhed, højtsiddende vinge og de store observations'bobler' på bagkroppen gjorde PBY fremragende til patruljering og observation.
En RAF Coastal Command Catalina fra Castle Archdale Søfly Base, Lower Lough Erne, Nordirland, ført af Ensign Leonard B. Smith fra U.S. Navy, lokaliserede den 26. Maj 1941 det tyske slagskib Bismarck cirka 690 nmi (1.280 km) nordvest for Brest, Frankrig, mens dette forsøgte at undvige enheder fra Royal Navy under sin forlægning til Frankrig. Observationen førte til sænkningen af skibet. Efter denne episode beholdt tyskerne 'Bismarcks' søsterskib Tirpitz i en Norsk fjord.
Den 7. December 1941, umiddelbart før de Japanske amfibielandinger på Kota Bharu, Malaya, blev deres invasionsstyrke opdaget af en Catalina fra No. 205 Squadron RAF. Catalinaen blev skudt ned af fem Nakajima Ki-27 jagere, før den kunne nå at sende sin rapport pr. radio til hovedkvarteret i Singapore. Catalinaens pilot, Flying Officer Patrick Bedell og hans syv besætningsmedlemmer blev de første Allierede ofre i krigen mod Japan.
En gruppe Catalinaer fandt den Japanske Flåde, der nærmede sig Midwayøerne, og startede dermed Slaget om Midway.
En Royal Canadian Air Force (RCAF) Canso fløjet af Squadron Leader L.J. Birchall forpurrede den 4. April 1942 den Japanske plan om at ødelægge Royal Navy's Indian Ocean fleet, da hans besætning i tide opdagede den Japanske hangarskibsflåde på vej mod Ceylon (Sri Lanka).

#### Natangreb og minelægning
Royal Australian Air Force (RAAF) brugte fire eskadriller Catalinaer til natangreb og som minelæggere fra 23. April 1943 til July 1945, langt bag fjendens linjer i det sydvestlige Stillehav. Deres angreb formåede at lukke havne, og at tvinge Japanske skibe ud på dybt vand, hvor de blev mål for U.S. undervandsbåde. De formåede at lukke strategisk vigtige havne som f.eks. Balikpapan, som levered 80% af Japans olieforsyninger. Sidst i 1944 kunne deres mineflyvninger nogen gange vare over 20 timer, og foregå så lavt som i 200 ft (61 m) højde i mørke.
En af missionerne var at indespærre den Japanske Flåde i Manilabugten for at assistere General Douglas MacArthur's landing ved Mindoro i Filippinerne. Australske Catalinaer opererede også fra Jinamoc i Leyte Gulfen, og minerede havne på Kinakysten fra Hong Kong og nordpå til Wenchow.
Catalinaer fra både USN og RAAF (Australierne under slogan'et "De Første og de Længste") lavede ofte provokative natangreb (Engelsk: 'nuisance raids') på de Japanske baser, stort set på samme måde som Natheksene gjorde på Østfronten i Rusland. Mål for disse angreb inkluderede en stor base ved Rabaul. Flybesætningerne benyttede ofte "terrorbomber", som var alt muligt ragelse, fra metalaffald og sten til tomme ølflasker med barberblade i halsen: flaskerne skreg som fortabte sjæle på vejen ned. Skaderne var yderst ringe, men formålet var at holde Japanerne vågne, få dem til at løbe efter dækning og generelt stresse dem.

#### Search and rescue (SAR, søredning)
Catalinaer blev benyttet af samtlige grene af USA's militær, og af de fleste andre lande der havde dem, som redningsfly.
En PBY styret af Lieutenant Commander Adrian Marks (USN) klarede at redde 56 sømænd i rum sø efter sænkningen af den tunge krydser USS Indianapolis (CA-35) den 30 Juli 1945. Efter at al plads var blevet udnyttet inden i flyet, bandt besætningen søfolk fast på vingerne. Flyet kunne ikke flyve i denne tilstand, men fungerede som redningsbåd og beskyttede sømændene mod underafkøling og hajangreb indtil et redningsskib kunne nå frem.
Catalina blev benyttet til søredning i årtier efter krigen.

### Militær anvendelse, efter krigen
Med krigens slutning blev alle flyvebåds udgaver af Catalina hurtigt udmønstret fra U.S. Navy, men amfibieversionerne forblev i tjeneste i en del år. Den sidste Catalina i U.S. tjeneste var en PBY-6A der gjorde tjeneste ved en Naval Reserve eskadrille. Flyet udtrådte af tjeneste den 3. Januar 1957. Herefter fandtes der Catalinaer i ret betydelige tal ved en del mindre militære enheder verden over, indtil sidst i 1960'erne.
U.S. Air Force's Strategic Air Command benyttede Catalinas (designeret OA-10) i 1946 og 1947.
Det Brasilianske Luftvåben fløj allerede i 1943 Catalinaer på patruljetogter mod tyske U-både. Flyvebådene foretog også luftpost-transporter. I 1948 blev en transporteskadrille oprettet og udstyret med PBY-5A, der var konverterede til amfibie transportfly. 1st Air Transport Squadron (ETA-1) blev baseret i havnebyen Belem og fløj Catalinaer og C-47 indtil 1982. Catalinaerne var særdeles velegnede til at transportere gods til militære forlægninger langs Amazonfloden: de kunne anflyve steder som ellers kun kunne nås med helikopter. The ETA-1 insigni var en bevinget skildpadde med mottoet "Langsomt, men jeg når altid frem". Nu om dage er den sidste brasilianske Catalina (et tidligere RCAF fly) udstillet på Luftfartsmuseet (MUSAL) i Rio de Janeiro.
Chiles Luftvåbens (FACH) kaptajn Roberto Parragué udførte den første flyvning fra Chile til Påskeøen, såvel som den første flyvning til Tahiti i sin PBY Catalina FACH No. 405 kaldet "Manu-Tara", hvilket betyder "Heldige fugl" i Rapanui-sproget. Turen til Tahiti gjorde ham til en national helt i både Frankrig og Chile. Flyvningen var godkendt af de Chilenske præsident i 1951, men hans anden flyvning i 1957 blev foretaget uden tilladelse, og Parragué blev afskediget fra Luftvåbnet.

#### Danmark
Danmarks første Catalinaer var seks PBY-5A, der blev indkøbt til Marinens Flyvevæsen fra Canada i juni 1947. Flyene tilgik den såkaldte Catalina-gruppe på Luftmarinestation København, som lå på Margretheholmen på Flådestation Holmen. Enheden skiftede senere navn til Første luftfotille efter at Flyvevåbnet kom til verden i 1950-51. Antallet af PBY-5A blev øget til otte gennem levering af to våbenhjælpsfly fra USA i 1951. Derudover modtog eskadrillen i 1957-58 otte stk. af den nyere og mere moderne version PBY-6A.
De Danske Catalinaer blev benyttet til søredning fra 1947, hvor vi fik de første,  indtil 1966 hvor de blev afløst af Sikorsky S-61A helikopteren. Da Pembroke udgik som eftersøgningsfly i 1960, blev alle Catalinaer overført til redningstjensten i ESK 722 i maj 1961 og fik hjemsted i Værløse, dog således at der altid stod en Catalina klar i Skrydstrup og en i Aalborg. Et fly var permanent udstationeret i Narsarsuaq i Grønland.
Med anskaffelsen af S-61 til redningstjenesten i ESK 722, rykkede Catalinaerne tilbage til 721, indtil den udgik i November 1970.
Catalinaens opgaver i flyvevåbnet var hovedsagelig civile eller halv-militære så som isrekognosering og patienttransport på Grønland. Mange geologer har nydt godt af at kunne blive transporteret rundt på Grønland med disse fly. Af de mere eksotiske opgaver, Catalinaen har løst kan for eksempel nævnes støtte til den danske Galathea-ekspedition i 1950. Der blev gennemført to flyvninger for at udskifte deltagere – den ene så langt væk som Mombasa i Kenya.
Kun en af vores PBY-5A'ere eksisterer stadig. Den er på museum i Norge. To PBY-6A blev solgt til USA, men de totalhavarerede. Hermed er der kun to af Flyvevåbnets PBY-6A tilbage – én på RAF's museum i Cosford, England og den anden på Danmarks Flymuseum.
| Type PBY 5A |          |                 | |
|             |          |                 | |
| Eskadrille  | Navn     | Tjenesteperiode | Senere skæbne |
| L-851       | Tatterat | 1947-56         | Ophugget på Flyvestation Værløse, |
| L-852       | Papoose  | 1947-57         | Udfaset, brugt til brandøvelse frem til 1960 på FSN Værløse.                                                                                           |
| L-853       | Pluto    | 1947-69         | Totalhavareret ved Gilleleje, sank efter fejlbedømt vandlanding. 1 besætningsmedlem omkom.                                                             |
| L-854       | Eagle    | 1947-59         | Ophugget på FSN Værløse. |
| L-855       | Mallemuk | 1947-57         | Anvendt til uddannelse af radarteknikere og senere anvendt til brandøvelser.                                                                           |
| L-856       | Nauja    | 1947-55         | Ophugget på FSN Værløse. |
| L-857       | Munin    | 1947-56         | Solgt til en privat person i Grevinge i 1982, 857 befinder sig på Flyhistorisk Museum SOLA ,Norge.                                                     |
| L-858       | Hugin    | 1951-56         | Ophugget på FSN Værløse. Denne blev leveret fuldt bevæbnet med antiubådsvåben.                                                                         |
|             |          |                 | |
| Type PBY 6A |          |                 | |
|             |          |                 | |
| Eskadrille  | Navn     | Tjenesteperiode | Senere skæbne |
| L-861       | -        | 1957-70         | Til Danmarks Flyvemuseum i 1977. |
| L-862       | -        | 1957-63         | Ødelagt ved hangarbrand i Narsarsuaq på Grønland. |
| L-863       | -        | 1957-72         | Solgt til USA i 1972, senere forulykket. |
| L-864       | -        | 1957-63         | Ødelagt ved hangarbrand i Narsarsuaq på Grønland. |
| L-865       | -        | 1957-63         | Totalhavareret på et fjeld, Desolation på øen Nunnarssuit under en flyvning fra Narsarsuaq til Grønnedal. 6 besætningsmedlemmer og 6 passagerer omkom. |
| L-866       | -        | 1957-70         | Solgt til RAF Flymuset i Cosford, England i 1971. |
| L-867       | -        | 1958-64         | Havareret på havet uden for Upernavik, senere skruet ned af isen.                                                                                      |
| L-868       | -        | 1958-70         | Solgt til USA i 1971, senere forulykket i 1975 under et forsøg på at nødlande øst for Harlingen i Texas, 3 omkom og 2 overlevede.                      |

#### Catalina affæren
Catalina affæren var en militær konfrontation og diplomatisk krise under Den kolde krig i Juni 1952. Jagerfly fra Sovjetunionens luftvåben skød to Svenske fly ned over internationalt farvand i Østersøen. Det første fly der blev skudt ned var et ubevæbnet Tp 79 fra det Svenske Luftvåben, udviklet fra Douglas DC-3, som var i gang med at indsamle information via radio og radar. Ingen af den otte mand store besætning blev reddet.
Det andet fly der blev skudt ned var en Catalina, som var på en søredningsopgave for at finde og undsætte den nedskudte Tp 79. Catalina'ens besætning på fem blev reddet. Sovjetunionen benægtede al indblanding i sagen indtil staten blev opløst i 1991. Begge fly blev fundet i 2003, og Tp 79'eren blev bjærget i 2004 - 2005.

### Civil anvendelse
Allerede under 2.Verdenskrig startede den civile anvendelse af Catalinaen.

Den længste kommecielle flyverute i luftfartens historie, målt i timers flyvetid fra start til slut, var Qantas' ugentlige flyvning over det Indiske Ocean. Ruten var aktiv fra 29. Juni 1943 til Juli 1945. Quantas tilbød en direkte service mellem Perth og Colombo, en distance på 3.592 nmi (4.134 mi; 6.652 km). 
Siden en Catalinas marchfart typisk var på 110 kn (130 mph; 200 km/h) tog flyvningen 28 til 32 timer og blev kaldet "Den dobbelte solopgangs flyvning", siden passagererne ville se to solopgange under deres non-stop rejse. Flyvningen foregik under radiotavshed for at minimere chancen for et japansk angreb, og kunne maksimalt medføre 1.000 lb (450 kg) eller tre passagerer plus 143 lb (65 kg) militær og diplomatisk post.
Catalina blev også benyttet til mere normal linieflyvning. For eksempel fløj Qantas passagerer fra Suva til Sydney, en rejse på 2.060 miles (3.320 km), som i 1949 tog to dage.
En Australsk ex-RAAF PBY, registreret VH-ASA og navngivet "Frigate Bird II", lavede den første flyvning tværs over Stillehavet fra Australien til Chile i 1951, med (Sir) Gordon Taylor som pilot. Flyet lavede et antal stop ved forskellige øer undervejs for at påfylde brændstof, og for mad og søvn til besætningen. Flyvningen gik fra Sydney til Quintero i Chile efter at have mødt land ved Valparaiso via Tahiti og Påskeøen.
China Airlines, Taiwans officielle flyveselskab, blev startet med to Catalina amfibiefly.
Kaptajn Jacques-Yves Cousteau brugte et PBY-6A (N101CS) som support under nogle af sine dykkeekspeditioner. Hans næstældste søn, Philippe, blev dræbt i et uheld med dette fly på floden Tajo nær Lissabon. Flyet udførte en hurtig sejlads for at tjekke skroget for vandtæthed efter en vandlanding. Det stak næsen i vandet, rullede fremad og endte med bunden i vejret. Kroppen brækkede bag cockpittet, vingen blev løsnet fra kroppen, og bagbords motor blev revet af og gennembrød pilotens side af cockpittet.
Der er endnu nogle få dusin flyvedygtige Catalinaer, de fleste er i brug som brandslukningsfly.

#### Grønlandsfly
Fra 1962 og frem anvendte Grønlandsfly (det nuværende Air Greenland) Catalina på de Grønlandske indenrigsruter. Data om denne del af Grønlandsflys historie er sparsomme, så det vides ikke hvor mange Catalinaer der var i tjeneste. Det var ikke altid problemfrit at benytte flyene; en stor del af året var det nødvendigt at rydde havområdet for isskosser før en sikker landing kunne gennemføres.
Efter et slemt havari den 12. Maj 1962, med tab af flyet og 15 menneskeliv, blev det besluttet at udfase Catalina, og et antal Sikorsky S-61N helikoptere blev indkøbt.

## Varianter
Listen over varianter er omfattende og mange angivelser er overlappende, eftersom forskellige operatører ikke har ønsket at genanvende andre operatøres betegnelser.

### U.S. Navy
XP3Y-1
Prototype af "Model 28" flyvebåd, senere re-designeret XPBY-1. 1 stk. bygget (USN Bureau No. 9459). Senere udrustet med en 48-fods diameter (15 m) degausserspole til at udløse magnetiske søminer. En 550 hk "Ranger" motor drev generatoren, der producerede det magnetiske felt.
XPBY-1
Prototypen (XP3Y-1), efter at den fik to 900 hk R-1830-64 motorer.
PBY-1 (Model 28-1)
Den første produktionsvariant med to 900 hk R-1830-64 motorer, 60 stk. bygget mellem September 1936 – Juni 1937.
PBY-2 (Model 28-2)
Små ændringer på halen, skroget forstærket, ændringer i udstyret og forbedret ydeevne. 50 stk. bygget Maj 1937 – Februar 1938.
PBY-3 (Model 28-3)
Forsynet med 2 stk. 1,000 hk R-1830-66 motorer. 66 stk. bygget November 1936 – August 1938.
PBY-4 (Model 28-4)
Forsynet med 2 stk. 1,050 hk R-1830-72 motorer, propelspinnere, plexiglas bobler over skyttestilingerne agter på nogle sene eksemplarer. 33 stk. bygget Maj 1938 – Juni 1939, inkl. den der senere blev modificeret til XPBY-5A.
PBY-5 (Model 28-5)
Enten to 1,200 hk R-1830-82 eller −92 motorer til højoktan brændstof. Propelspinnerene forsvandt igen, boblerne over skyttestillingerne blev standard. Plads indrettet til ekstra brændstoftanke, og efterhånden blev alle tankene selvforseglende. 683 stk. bygget September 1940 – Juli 1943, plus en enkelt bygget i New Orleans. Nogle af flyene blev sendt til RAF som "Catalina IVA" og to stk. gik til United States Coast Guard. PBY-5 blev desuden bygget på licens i USSR under navnet GST ("Gydro Samoliot Transportnyi").
XPBY-5A
En PBY-4 blev konverteret til et amfibiefly. Dens første flyvning var i November 1939.
PBY-5A (Model 28-5A)
Amfibieversion af PBY-5 med to 1,200 hk R-1830-92 motorer. Den havde hydraulisk opereret optrækkeligt næsehjuls understel, baseret på Leroy Grumman's design fra 1920'erne. Der blev oprettet en plads til en agterskytte. De første fly havde et enkelt 0.3 in. maskingevær i stævnen, senere fly havde to, monteret i et drejeligt tårn. Forbedret pansring og selvforseglende brændstoftanke. 803 stk. bygget Oktober 1941 – Januar 1945. En del fly blev sendt til United States Army Air Forces, RAF (som "Catalina IIIA") og et enkelt til United States Coast Guard. Danmark fik i alt otte af disse efter krigen, mellem 1947 - 51.
PBY-6A
Amfibieversion med to 1,200 hk R-1830-92 motorer, og en del forbedringer overtaget fra PBN-1: større halefinne og sideror, forstærkede vinger så flyet kunne bære mere last, og en forbedret elektrisk installation. En radarantenne blev placeret over cockpittet, og der blev monteret to 0.5 in. (12,7 mm) maskingeværer i stævntårnet. 175 stk. bygget januar til maj 1945, inkl. 21 stk. der blev overført til den Sovjetiske Flåde. Danmark fik også 8 stk. PBY-6A, men først i 1957-58.
PBY-6AG
En enkelt PBY-6A i tjeneste ved United States Coast Guard til stabstransport.
PB2B-1
PBY-5, bygget af Boeing Canada for RAF og RCAF fra 1942. 240 stk. bygget.
PB2B-2
PBY-5 bygget af Boeing Canada, men med den større hale fra PBN-1. 67 stk. bygget, de fleste leveret til RAF under navnet "Catalina VI".
PBN-1 Nomad
PBY-5 bygget af Naval Aircraft Factory med store modifikationer, inc. en 2 fod forlængelse af stævnen, ændrede linjer i skroget med et modificeret 'trin' under bunden, re-designede vingetip pontoner og re-designet hale, og et revideret elektrisk system. 155 stk. blev bygget til RAF som "Catalina V", men de 138 blev udleveret til USSR's flåde som "KM-1" under lend-lease ordningen. Resten forblev på flyveskoler i USA.
PBV-1A
PBY-5A bygget af Canadian Vickers, 380 stk. bygget: 150 stk. til Royal Canadian Air Force under navnet "Canso-A" og resten til USAAF under navnet "OA-10A".

### USAAF
OA-10
United States Army Air Forces' designation for PBY-5A. 105 stk. blev bygget; i 1948 blev de 58 overlevende fly re-designeret A-10.
OA-10A
USAAF designation for den Canadian Vickers-byggede version PBV-1A, 230 stk. blev bygget. I 1948 blev de overlevende fly re-designeret A-10A. I 1949 fik Hæren tre ekstra fly fra Flåden, disse blev også kaldt A-10A.
OA-10B
USAAF designationen for PBY-6A. 75 stk. blev bygget, og re-designeret A-10B i 1948.

### RAF
Catalina I
Direkte indkøbt til Royal Air Force, identisk med PBY-5, men med seks 0.303 in. maskingeværer: et i stævnen, et agter, og fire i "boblerne", og forsynet med to 1,200 hk R-1830-S1C3-G motorer. 109 stk. bygget.
Catalina IA
I tjeneste ved Royal Canadian Air Force under navnet "Canso". I alt 14 stk. bygget.
Catalina IB
Lend-lease PBY-5B til RAF, 225 stk. bygget.
Catalina II
Ændringer i udstyret, seks stk. bygget.
Catalina IIA
Catalina II bygget af Vickers-Canada til RAF, i alt 50 fly.
Catalina IIIA
Tidligere U.S. Navy PBY-5A, i tjeneste ved RAF's North Atlantic Ferry Service, 12 fly. Det var de eneste amfibiefly i tjeneste ved RAF.
Catalina IVA
Lend-lease PBY-5 til RAF, 93 fly.
Catalina IVB
Lend-lease PB2B-1 til RAF, nogle af dem fortsatte til Royal Australian Air Force.
Catalina VI
Lend-lease PB2B-2 til RAF, nogle til RAAF.

### RCAF
Canso-A
RCAF designation for PBV-1A

### VVS-SSSR
GST
Sovjetisk-bygget PBY-5 ("Gydro Samoliot Transportnyi").

### Civile modifikationer
Steward-Davis Super Catalina ("Super Cat")
Catalina konverteret til at bruge to stk. 1,700 hk Wright R-2600 Cyclone 14 motorer, med forstørret sideror, flere vinduer i kabinen og andre ændringer.
Paul Mantz
Konverterede et ukend antal Catalinaer til flyvende yachter sidst i 1940'ne og først i 1950'erne. Arbejdet foregik i hans hangar i Orange County, Californien.
Avalon Turbo Canso
Foreslået turboprop-modifikation af Canso "Vandbombere" (brandslukningsfly), forsynet med to Rolls-Royce Dart motorer.

## Operatører

### Militære operatører
Argentina
- Den Argentinske Flådes Flyverafdeling (Comando de la Aviación Naval Argentina, COAN) - 17 "Canso" modtaget 1946-48[32]

 Australien
- Det australske luftvåben (Royal Australian Air Force) - 168 Catalinaer

 Brasilien
- Brasiliens Luftvåben (Brazilian Air Force, portugisisk: Força Aérea Brasileira, FAB)

 Canada
- Det canadiske luftvåben (Royal Canadian Air Force)

 Chile
- Den Chilenske Flådes Flyverafdeling

 Taiwan
- Den Kinesiske Republiks Flyvevåben (Republic of China Air Force, ROCAF; kinesisk: 中華民國空軍; pinyin: Zhōnghuá Mínguó Kōngjūn) - benyttede PBY-5A til search and rescue (SAR) fra 1952 til 1954.[33]

 Colombia
- Det Columbianske Luftvåben ('Fuerza Aérea Colombiana, FAC)

 Cuba
- Den Cubanske Flåde - benyttede Catalina 1952-1961[34]

 Danmark
- Flyvevåbnet - 16 Catalinaer 1947 - 1972

 Dominikanske Republik
- Ingen data

 Ecuador
- Ingen data

 Frankrig
- Det franske luftvåben (fransk: Armée de l'air)

 Island
- Islands Kystvagt ( Landhelgisgæsla Íslands) - en enkelt PBY-6A, navngivet Rán og registreret TF-RAN.

 Israel
- Israels Luftvåben (Heyl Ha'Avir hebraisk: זרוע האוויר והחלל, Zroa HaAvir VeHaḤalal)

 Japan
- Japans Maritime Selvforsvarsstyrke (海上自衛隊|Kaijō Jieitai) - ingen data

 Mexico
- Ingen data

 Holland
- Det hollandske luftvåben (Royal Netherlands Air Force (RNLAF), nederlandsk: Koninklijke Luchtmacht (KLu))
- Den Hollandske Flådes Lufttjeneste (Netherlands Naval Aviation Service, nederlandsk: Marine-Luchtvaartdienst, MLD)

 New Zealand
- Det newzealandske luftvåben (Royal New Zealand Air Force (RNZAF), Maori: Te Tauaarangi o Aotearoa)

 Norge
- Det norske luftvåben (Norwegian Army Air Service, norsk: Luftforsvaret)

 Paraguay
- Paraguays Luftvåben - bestilte 3 stk. PBY-5A i 1955. En blev ødelagt i USA før transporten, de to andre nåede frem og fik numrene T-29 og T-31. I Oktober 1955 reddede T-29 ex-præsident Juan Perón fra Argentina. Begge fly blev overført til Líneas Aéreas de Transporte Nacional (LATN) i 1956.

 Peru
- Ingen data

 Filippinerne
- Ingen data

 South Africa
- Sydafrikas Luftvåben (South African Air Force (SAAF)) - Ingen data

 Sverige
- Det svenske flyvevåben (Swedish Air Force, svensk: Flygvapnet) - Tre Canso fra Canadian-Vickers. Navngivet Tp 47.

 Storbritannien
- Det britiske luftvåben (Royal Air Force (RAF)
- Den britiske flådes flyvetjeneste (Fleet Air Arm, engelsk: Fleet Air Arm of the Royal Air Force - cirka 700 fly.
- Costal Command

 United States
- USA's hærs flyverkorps (United States Army Air Corps (USAAC))
- US Navy

 Sovjetunionen
- Sovjetunionens Luftvåben (russisk: Военно-воздушные силы СССР, tr. Vojenno-vozdusjnyje sily SSSR)

 Uruguay
- Uruguays Luftvåben (Uruguayan Air Force (Fuerza Aérea Uruguaya))

### Civile operatører
Australien
- Ansett Flying Boat Services
- Qantas - mellem 1940 og 1945 var fem ex-RAF fly i rute mellem Ceylon og Perth.

 Brasilien
- Aero Geral
- Cruzeiro do Sul
- Panair do Brasil
- Paraense Transportes Aéreos
- TABA – Transportes Aéreos Bandeirantes
- VASD – Viação Aérea Santos Dumont

 Canada 
- Canadian Warplane Heritage
- David Dorosh
- Exploits Valley Air Services
- Fondation Aerovision Quebec
- Pacific Flying Boats
- Savethecanso

 Colombia
- Satena

 Taiwan
- China Airlines - stiftet med to PBY-5A, i drift fra 1959 til 1966. Det ene fly blev opgivet og forladt i 1962.[36]
- TransAsia Airways - benyttede mindst to PBY-5A fra 1951 til 1958. Det ene blev ødelagt af en tyfon i Taipei. Den anden forsvandt 'en route' mellem Matsu Øerne og Taipei.

 Hongkong
- Cathay Pacific Airways/Macau Air Transport Company - ingen data

 Indonesien
- Garuda Indonesian Airways - fly fra KLM Interinsulair Bedrijf, i tjeneste 1950-1953

 New Zealand
- Tasman Empire Airways TEAL - to fly, et til træning - indkøbt 1947, registreret ZK-AMI, returneret til militæret 1948 - det andet til luftopmåling: ZK-AMP, indkøbt December 1948, returneret 1951

 Paraguay
- Líneas Aéreas de Transporte Nacional (LATN) - to PBY-5A, registreret ZP-CBA og ZP-CBB. ZP-CBB blev ødelagt i Paraguayfloden ved Asunción i 1957. Piloten, Lt.Col. Leo Nowak blev dræbt. ZP-CBA ble overført til FAP omkring 1970, og senere omdøbt FAP2002.

 Filippinerne
- Amphibian Airways - benyttede OA-10A sidst i 1940'ne i Filippinerne og Burma.

 Venezuela
- CVG Ferrominera Orinoco[37][38]

 Storbritannien
- BOAC - mellem 1940 og 1945 blev to ex-RAF fly benyttet på ruten Poole til Lagos.

 United States
- Alaska Airlines - betjente områder uden flyvepladser sidst i 1960'erne med Super Catalina.[39]
- Alaska Coastal Airlines - selskabet og dets fly blev opkøbt af Alaska Airlines i 1968.

 Amerikanske Jomfruøer
- Antilles Air Boats - benyttede Super Catalina i det Caribiske område i 1970'erne.[40]

## Overlevende fly
Der er i øjeblikket ca. 80 overlevende Catalinaer, de færreste er flyvedygtige. En komplet liste vil falde uden for denne artikels rammer, men findes på Wikipedia's Engelske side.
Af de Danske Catalinaer, er der kun 3 tilbage, ingen af dem i flyvedygtig stand:
- 1 stk. PBY-5A, registrering L-857 "Munin", er under restaurering på Flyhistorisk Museum Sola i Norge, efter nogle år i privat eje.[41]
- 1 stk. PBY-6A, registrering L-861, er udstillet på Danmarks Flymuseum i Stauning efter at have været udstillet i en årrække på Teknisk Museum i Helsingør.[42]
- 1 stk. PBY-6A, registrering L-866, er udstillet på Royal Air Force Museum Cosford. Flyet er bevaret i Dansk bemaling.[43]

## Specifikationer (PBY-5A)
| Besætning:        | 10                                  | 2 piloter, flyvemaskinist, navigatør, radiooperatør, radaroperatør, 4 skytter. |
| Spændvidde:       | 104 ft. 0 in.                       | 31,70 m.                                                                       |
| Længde:           | 63 ft. 10 7/16 in.                  | 19,46 m                                                                        |
| Højde:            | 21 ft. 1 in.                        | 6,15 m                                                                         |
| Vingeareal:       | 1,400 ft²                           | 130 m²                                                                         |
| Tomvægt:          | 20,910 lb                           | 9.485 kg                                                                       |
| Max takeoff vægt: | 35,420 lb                           | 16.066 kg                                                                      |
| Aspect ratio:     | 7,73                                |                                                                                |
| Motorer:          | Pratt & Whitney R-1830-92 Twin Wasp |                                                                                |
| Effekt:           | 1,200 hp                            | 895 kW hver                                                                    |
| Max. hastighed:   | 196 mph                             | 314 km/t                                                                       |
| Marchfart:        | 125 mph                             | 201 km/t                                                                       |
| Stigehastighed:   | 1,000 ft/min                        | 5.1 m/s                                                                        |
| Max. flyvehøjde:  | 15,800 ft                           | 4.000 m                                                                        |
| Rækkevidde:       | 2,520 mi                            | 4.030 km                                                                       |
| Vingebelastning:  | 25.3 lb/ft²                         | 123,6 kg/m²                                                                    |
| Effekt/masse:     | 0.034 hp/lb                         | 0,056 kW/kg                                                                    |
| Bevæbning:        | 3 stk. 7,62mm maskingeværer         | 2 i næsen, et i halen                                                          |
|                   | 2 stk. 12,7mm maskingeværer         | Et i hver 'maskingeværrede' midtskibs                                          |
|                   | 4,000 lb (1.814 kg) bomber          | alternativt torpedoskinner                                                     |

### Citater
1. ↑  Legg 2002, s. 285.
2. ↑  Legg, David. "PBY: A retrospective on PBY bows." Arkiveret 28. august 2013 hos  Wayback Machine Yahoo groups: PBY Catalina / Canso. Retrieved: 30 March 2013.
3. ↑  Factsheets : Consolidated OA-10 Catalina
4. 1 2  Cacutt 1989, pp. 187–194.
5. ↑  Creed 1985, p. 48
6. ↑  Gunston 1986, p. 63.
7. ↑  Weathered, William W. "Comment and Discussion". United States Naval Institute Proceedings, October 1968.
8. 1 2  Bridgeman 1946, p. 247.
9. ↑  "Naval Aircraft Factory PBN-1 Nomad." Arkiveret 6. marts 2007 hos  Wayback Machine Aviation Enthusiast Corner. Retrieved: 18 June 2010.
10. ↑  Hofmann, Markus. "U 347". Deutsche U-Boote 1935–1945 – u-boot-archiv.de (tysk). Hentet 26. december 2014.
11. ↑  "O Brasil na WWII: ‘Arará’, o Catalina que destruiu o U-199" (in Portuguese). naval.com, 8 November 2008. Retrieved: 15 February 2011.
12. ↑  Miller 1997, s. 162.
13. ↑  Smith, Leonard B. Bismarck: The Report of the Scouting and Search for Bismarck by Ensign Smith." Arkiveret 5. december 2010 hos  hos Library of Congress Naval History & Heritage (Frequently asked questions), 9 June 1941. Retrieved: 18 June 2010.
14. ↑  "Bismarck: British/American Cooperation and the Destruction of the German Battleship." Arkiveret 6. december 2010 hos  Wayback Machine Naval History & Heritage (Frequently asked questions), 4 November 2009. Retrieved: 18 June 2010.
15. ↑  "Flying-boats in Fermanagh." Arkiveret 20. juli 2012 hos  Wayback Machine Inland Waterways News, Inland Waterways Association of Ireland, Spring 2002. Retrieved: 20 May 2012.
16. ↑  "Castle Archdale Country Park." Arkiveret 1. maj 2009 hos  Wayback Machine Northern Ireland Environment Agency. Retrieved: 19 July 2009.
17. ↑  Alan Warren (2007), page 86
18. ↑  L, Klemen; Kossen, Bert; Bernaudin, Pierre-Emmanuel; Niehorster, Dr. Leo; Takizawa, Akira; Carr, Sean; Broshot, Jim; Leulliot, Nowfel (1999-2000). "Seventy minutes before Pearl Harbor – The landing at Kota Bharu, Malaya, on December 7, 1941". Forgotten Campaign: The Dutch East Indies Campaign 1941–1942. Arkiveret fra originalen 1. juli 2015. Hentet 14. september 2016.
19. ↑  . "Scouting and Early Attacks from Midway, 3–4 June 1942". Arkiveret 13. april 2010 hos  hos Library of Congress United States Naval Historical Center, 1999. Retrieved: 18 June 2010.
20. ↑  Greenhous et al. 1994, p. 386.
21. ↑  Gaunt and Cleeworth 2000.
22. ↑  "Consolidated Vultee 28 (PBY-5A/C-10A) Catalina." MUSAL. Retrieved: 18 June 2010.
23. ↑   Flyvematerielkommandoens Historie side 97. Besøgt: 14 September 2016
24. ↑  "The Catalinas." Qantas history. Retrieved: 26 October 2011
25. ↑  "Jennifer Grey Goes by Air". Qantas Empire Airways. 15 (3): 11. marts 1949.
26. ↑  THE SKY BEYOND, Sir Gordon Taylor
27. ↑  "SHORT SANDRINGHAM F-OBIP". qam.com.au. Hentet 23. november 2015.
28. ↑  "ASN Aircraft accident Consolidated PBY-6A Catalina N101CS Alverca." Arkiveret 21. oktober 2012 hos  Wayback Machine Aviation Safety Network. Retrieved: 30 October 2011.
29. ↑  Hayward, John T., VADM USN. "Comment and Discussion" United States Naval Institute Proceedings, August 1978, p. 24.
30. 1 2 3  Bridgeman 1946, p. 218.
31. ↑  Legg 2002, p. 31.
32. ↑  Histarmar website, Consolidated Catalina page (retrieved 2015-01-24)
33. ↑  The aircraft operation history ROCAF
34. ↑  Hagedorn (1993)
35. ↑  Canadian Civil Aircraft Register: Quick Search Result
36. ↑  China Airlines PBY-5A Airplane Model Arkiveret 24. november 2012 hos  Wayback Machine, China airlines
37. ↑  warbirdregistry.org - A Warbirds Resource Group Site - Consolidated PBY Catalina/CANSO
38. ↑  warbirdregistry.org - A Warbirds Resource Group Site - Consolidated PBY Catalina/CANSO
39. ↑  http://www.timetableimages.com, June 1, 1969 Alaska Airlines system timetable
40. ↑  http://www.airliners.net, photos of Super Catalina aircraft operated by Antilles Air Boats
41. ↑  "Consolidated PBY-5A Catalina" Flyhistorisk Museum Sola. Besøgt: 14 September 2016
42. ↑  "Consolidated PBY-6A Catalina" Danmarks Flymuseum. Besøgt: 14 September 2016
43. ↑  "Consolidated PBY-6A Catalina" Royal Air Force Museum Cosford. Besøgt: 14 September 2016
44. ↑  Gunston, Bill, ed. Encyclopedia of World Air Power. London: Aerospace Publishing Ltd, 1981. ISBN 0-517-53754-0.
45. ↑  Handbook of Erection and Maintenance Instructions for Navy Model PBY-5 and PBY-5A Airplanes.
46. ↑  Loftin, L.K. Jr. "Quest for Performance: The Evolution of Modern Aircraft." Arkiveret 13. juni 2006 hos  Wayback Machine NASA SP-468. Retrieved: 18 June 2010.

## Eksterne links
- OA Catalina   "Faktablad" fra National Museum of the United States Air Force
- PBY CATALINA Arkiveret 1. september 2006 hos  Wayback Machine   i det danske forsvar, 1947–1970
- PBY.com,   for entusiaster: "This site is for PBY enthusiasts and researchers." – PBY Catalina Foundation Arkiveret 27. september 2006 hos  Wayback Machine – The Catalina Society
- Dansk Veteranflysamling, Danmarks "flyvende" museum
- (1945) AN 01-5M-3 Handbook of Structural Repair for Navy Models PBY-5, PBY-5A , PBY-6A Army Model OA-10 Airplanes
- Catalina Aircraft Trust
- Popular Mechanics, February 1943,  "Here Comes The Cats"  Stor og detaljeret artikel på Engelsk.